# Kenianische Beachhandball-Nationalmannschaft der Männer
Die kenianische Beachhandball-Nationalmannschaft der Männer repräsentiert den kenianischen Handballverband als Auswahlmannschaft Kenias auf internationaler Ebene bei Länderspielen im Beachhandball.
Eine als Unterbau fungierende Nationalmannschaft der Junioren wurde bislang noch nicht gegründet. Das weibliche Pendant ist die Kenianische Beachhandball-Nationalmannschaft der Frauen.

## Geschichte
Die kenianische Beachhandball-Nationalmannschaft der Männer wurde für die ersten African Beach Games 2019 im Santa Maria Beach Park auf der kap-verdischen Insel Sal gegründet. Das Turnier in Kap Verde war das erste Turnier in dieser Sportart, das in Afrika für Nationalmannschaften ausgerichtet wurde. Die Mannschaft verlor bei diesem Turnier ihre beiden Spiele gegen Tunesien und Nigeria, am Ende belegte die Mannschaft den vorletzten Platz im Turnier, da Sierra Leone eine um einen Punkt bessere Trefferbilanz hatte.

## Teilnahmen
| World Games - 2001: nicht eingeladen - 2005: nicht eingeladen - 2009: nicht eingeladen - 2013: nicht qualifiziert - 2017: nicht qualifiziert - 2022: nicht qualifiziert | World Beach Games - 2019: nicht qualifiziert - 2023: nicht qualifiziert African Beach Games - 2019: 8. - 2023: | Weltmeisterschaften - 2004: nicht qualifiziert - 2006: nicht qualifiziert - 2008: nicht qualifiziert - 2010: nicht qualifiziert - 2012: nicht qualifiziert - 2014: nicht qualifiziert - 2016: nicht qualifiziert - 2018: nicht qualifiziert - 2020: nicht qualifiziert, abgesagt - 2022: nicht qualifiziert |

- ABG 2019: Emmanuel Charo • Zacharia Luvonga • Salmin Mwalegha • Farid Mzee • Thodosia Ngala • David Nyadiero • Victor Nyongesa • Derrick Odhiambo • Nickson Oguna[3]